# Diều Blyth
Diều Blyth (danh pháp hai phần: Nisaetus alboniger) là một loài chim săn mồi thuộc họ Accipitridae. Loài này trước đây có danh pháp là Spizaetus alboniger
Chúng sinh sống ở bán đảo Mã Lai, Singapore, Sumatra, Borneo. Nó là một loài chim ở đồng rừng thưa, dù các quần thể ở đảo thì thích rừng rậm hơn. Con mái xây tổ trên cây và đẻ một trứng. Chúng có chiều dài từ 51–58 cm.